# Loyzaga
Loyzaga (también aparece la forma Loizaga) es un apellido toponímico vizcaíno de etimología eusquérica.

## Origen
El origen de este apellido está en una pequeña población medieval en el valle de Galdames en Vizcaya (España). Según la documentación existente, el linaje de Loyzaga se originó cuando Mazuste de Gamboa, originario de Guipúzcoa, se trasladó al valle de Galdames para ser el primero que pobló en Loyzaga, situando la llegada de este antepasado de los Loyzaga al valle hacia finales del siglo XII o principios del XIII. Ello lo refuerza que ya en el año 1212 Diego López II de Haro “El Bueno” (5º Señor de Vizcaya) concedió a esta familia (que sería el linaje de Loyzaga) el Patronato de la Iglesia de San Esteban de Galdames, con el mortuero de San Julián de Ulibarri.

## Loyzaga en la historia
- Ochoa García de Loyzaga. Constructor de la Torre de Loizaga hacia 1330 y primer señor de Loyzaga en consolidar el apellido siglo XIV.
- Pablo de Loyzaga. Escultor granadino 1872 - 1951.
- María Elvira de Loyzaga. Escultora, muñequista y empresaria granadina, 1916 - 1996.
- Carlos Loyzaga. Exbaloncestista filipino, 1930.
- Pablo Gil Loyzaga. Científico madrileño. Estudió los orígenes del apellido Loyzaga y trazó una extensa y completa genealogía,[2] 1954 - 2013.